# 広島 (宮崎市)
広島（ひろしま）とは、宮崎県宮崎市内の地名。中央東地域自治区に属している。住居表示実施地域。郵便番号は880-0806

## 地理
宮崎市の中央東地域自治区に属する。市街地を形成しており、商業地区・オフィス街、マンションなどが並ぶ。
北を高千穂通1-2丁目、東を錦町・老松2丁目、南を別府町・宮田町、西を橘通東3丁目と接する。

## 歴史
- 1927年 - 大字上別府より広島通1-2丁目、南広島通1-3丁目が誕生
- 1957年 - 南広島通1丁目 - 3丁目をもって、栄町・老松通1丁目 - 2丁目が成立。南広島通が消滅。
- 1966年 - 広島通1丁目 - 2丁目・栄町・別府町・高千穂通1丁目 - 3丁目・老松通1丁目 - 2丁目をもって広島1丁目 - 2丁目が成立。広島通が消滅。

## 世帯数と人口
2023年（令和5年）9月1日現在の世帯数と人口は以下の通りである。
| 町丁      | 世帯数  | 人口  |
| --------- | ------- | ----- |
| 広島1丁目 | 454世帯 | 722人 |
| 広島2丁目 | 393世帯 | 579人 |

## 小・中学校の学区
市立小・中学校に通う場合、学区は以下の通りとなる。
| 町名 | 小学校             | 中学校             |
| ---- | ------------------ | ------------------ |
| 広島 | 宮崎市立宮崎小学校 | 宮崎市立宮崎中学校 |

## 交通

### バス
宮交グループの運営するバスが営業している。

### 道路
- 宮崎県道341号宮崎港宮崎停車場線

## 施設
- 財務省熊本国税局宮崎税務署